# Klinisch psycholoog
Klinisch Psycholoog is sinds 2005 in Nederland een wettelijk beschermde titel; het is een specialisme van de gezondheidszorgpsychologie en de titel mag alleen gevoerd worden door gz-psychologen die een vier jaar durende vervolgopleiding hebben afgerond en zijn ingeschreven in het register van klinisch psychologen in het BIG-register.   

## Algemeen
Nederland telt bijna 2.500 klinisch psychologen; 2.496 op 27 augustus 2020.
Klinisch psychologen hebben deskundigheid en ervaring op het gebied van diagnostiek en behandeling van complexe psychische problemen. De klinisch psycholoog vervult daarnaast vaak functies als leidinggevende, supervisor of wetenschappelijk onderzoeker. De klinisch psycholoog is 'scientist-practitioner' en is in staat om wetenschappelijke inzichten toe te passen in de klinische praktijk.
De klinisch psycholoog is een 'artikel 14'-beroep in de wet BIG, het artikel voor (medisch) specialisten, zoals een psychiater. Klinisch psychologen zijn tevens opgeleid tot psychotherapeut, en kunnen zich ook als zodanig inschrijven in het BIG-register. 

## Geschiedenis
De klinische psychologie is in 2005 erkend als specialisme van de gezondheidszorgpsychologie. Het vak bestaat echter al veel langer. In 1966 voerde het NIP een register van klinisch psychologen in en zette zij de aanzet voor dit specialisme. Met de introductie van het BIG-register klinisch psychologen is het NIP-register opgeheven.

## Opleiding
De opleiding tot klinisch psycholoog is een specialistische vervolgopleiding, die bestaat sinds 2003. De opleiding is alleen toegankelijk voor gezondheidszorgpsychologen en duurt vier jaar.  Er zijn twee varianten: één gericht op Volwassenen & Ouderen en één gericht op Kinderen en Jeugd. De totale opleiding van een klinisch psycholoog omvat daarmee in totaal minimaal tien jaar: vier jaar universitaire studie, twee jaar opleiding tot gezondheidszorgpsycholoog en vier jaar specialistenopleiding. 
De opleiding tot klinisch psycholoog wordt aangeboden verschillende regionale opleidingsinstellingen (RINO’s), verspreid over het land. De opleiding gericht op het werken met kinderen en jeugdigen is een landelijke opleiding.
De opleiding bestaat uit een combinatie van werken in een praktijkinstelling met het volgen van supervisie en cursorisch onderwijs. De opleiding omvat in totaal 4860 uur, waarvan 1200 uur onderwijs en 3660 uren praktijk. Naast werkbegeleiding door een ervaren klinisch psycholoog op de werkplek vindt supervisie plaats (235 uren) door erkende supervisoren, en individuele leertherapie (50 uren) door een erkende leertherapeut.
In de opleiding komen de volgende onderwerpen aan bod:
- Behandeling
- Diagnostiek
- Management
- Wetenschappelijk onderzoek

## Werkveld
De klinisch psycholoog is te vinden in de specialistische geestelijke gezondheidszorg, de verslavingszorg, ziekenhuizen, revalidatiecentra, kinderpsychiatrische instellingen en TBS-klinieken. Veel klinisch psychologen hebben een eigen praktijk, al dan niet in combinatie met een functie binnen een instelling.
De klinisch psycholoog wordt ingezet om het behandelbeleid te bepalen wanneer standaardbeleid en behandelrichtlijn ontbreken of niet tot het gewenste resultaat leiden. 